# Charles Texier
Pour les articles homonymes, voir Texier.
Charles Félix Marie Texier est un archéologue et architecte français né le 22 août 1802 à Versailles, mort le 1er juillet 1871 à Paris.

## Biographie
Il entre à l'école des Beaux-arts en 1823, devient architecte et reçoit le titre d'inspecteur des Travaux publics de Paris en 1827. Il dirige des fouilles dans les ports de Fréjus et Ostie pour déterminer les causes du retrait de la mer Méditerranée.
En 1828 et 1829, il est plus particulièrement chargé de mission archéologique par l'Académie des inscriptions et belles-lettres pour fouiller à Fréjus, les résultats de ses travaux étant seulement publiés en 1849.
Il dirige ensuite des fouilles à Fréjus et à Ostie (Italie); en 1833 il accomplit une mission en Asie Mineure puis se rend à nouveau en 1839 en Arménie, en Perse et en Mésopotamie en compagnie de son ami le comte Jaubert.
En 1840 il est nommé professeur suppléant d'archéologie au Collège de France et, en 1843 inspecteur général des Bâtiments civils en Algérie. Il est élu à l'Académie des inscriptions et belles-lettres en 1855.
Esprit encyclopédique, Texier a publié des descriptions de pays d'Asie mineure, dont la Perse, la Mésopotamie et l'Arménie, couvrant des domaines aussi variés que les beaux-arts, les monuments historiques, les mœurs et coutumes, la géographie, la géologie, les plans de cités antiques, et un ouvrage sur l'architecture byzantine.

## Publications
- Description de l'Asie Mineure faite par ordre du gouvernement français de 1833 à 1837 et publiée par le ministère de l'Instruction publique, 1849, ouvrage dédié à Louis Philippe
- Description géographique, historique et archéologique des provinces et des villes de la Chersonnèse d'Asie (Paris, Firmin Didot, 1862, 1882)
- Description de l'Arménie et de la Perse, de la Mésopotamie (Paris, 1842-1845)
- Édesse et ses monuments (Paris, 1859)
- L'Architecture byzantine ou recueil de monuments des premiers temps du christianisme en Orient, Londres, 1864 (avec Richard Popplewell Pullan (en))
- The principal ruins of Asia Minor, Londres, 1865 (avec Richard Popplewell Pullan)

## Sources
- Texte extrait de Atlas topographique des villes de Gaule - 2 - Fréjus 
(Revue archéologique de Narbonaise) par L. Rivet, D. Brentchaloff, S. Roucole, S. Saulnier. (p. 23)
- Nouveau Larousse illustré, Dictionnaire universel encyclopédique, publié sous la direction de Claude Augé, Paris, Librairie Larousse, 1898 - 1907